# Святое (озеро, Московская и Рязанская область)
Свято́е о́зеро (Бабье, Зелень, Филисовский плёс) — озеро на границе Московской (Пышлицкое сельское поселение Шатурского района) и Рязанской областей (Ненашкинское сельское поселение Клепиковского района) России, одно из Клепиковских озёр.

## Физико-географическая характеристика

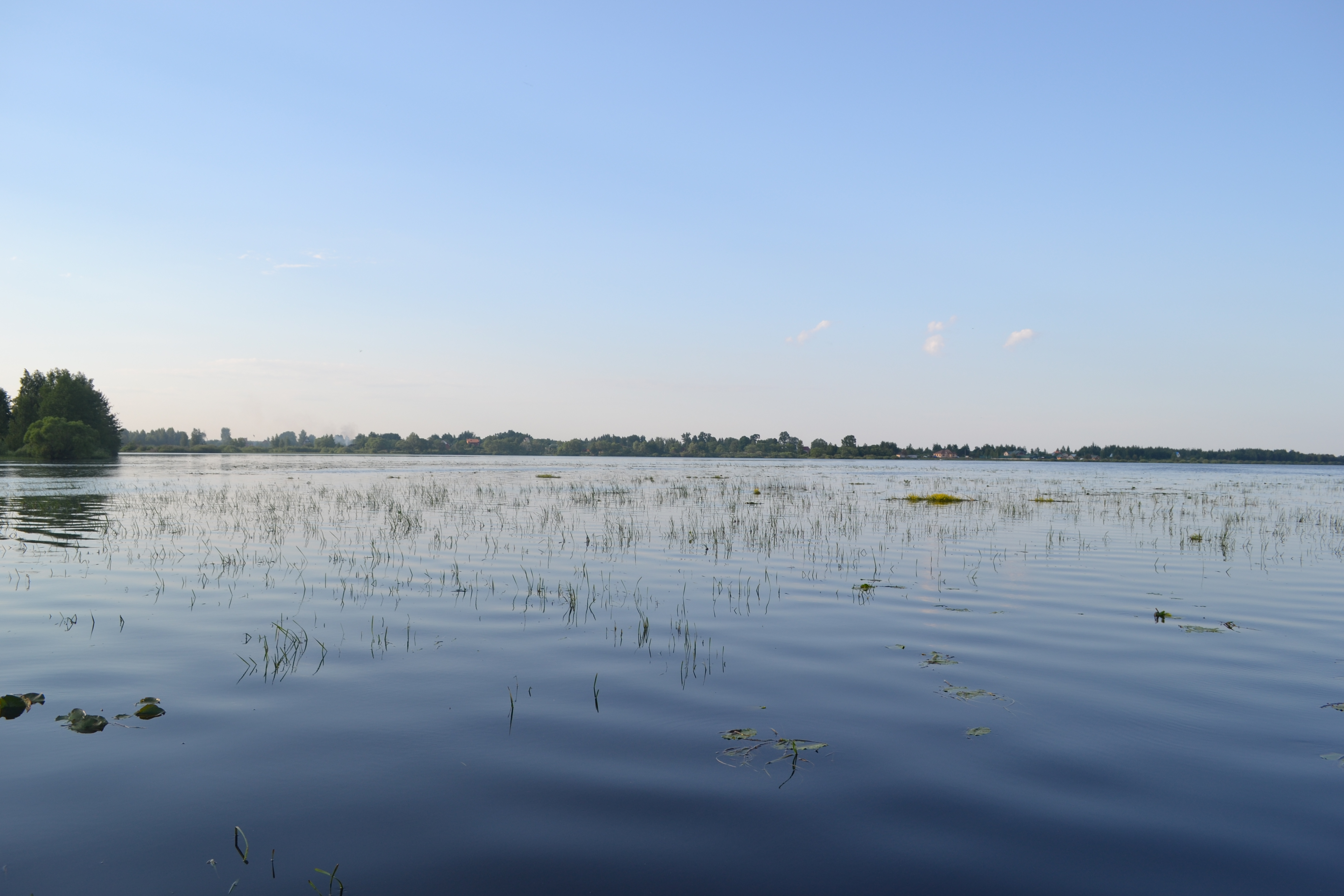
Святое озеро

Озеро является пойменным разливом реки Пры. Выше по течению расположено озеро Дубовое, из которого бо́льшая часть воды поступает в озеро Шагара, а чуть меньшая — в Святое. Ниже по течению две протоки соединяются, образуя, таким образом, Мёщерское озерное кольцо.
Площадь — 4,3 км² (430 га), длина — около 4200 м, ширина — около 1100 м. Высота над уровнем моря — 112 м. Для озера характерны отлогие, низкие берега.
Глубина — до 4,4 м. Дно песчаное, покрыто илом. Вода полупрозрачная, торфяная с коричневой окраской. Видимость до 40 см.
Среди водной растительности распространены камыш, жёсткий тростник, стрелолист, ряска, элодея, телорез, рдесты; встречаются: кубышка, кувшинка, осоки, рогоз, земноводная гречиха, канадский рис, водокрас лягушачий, водяной хвощ, реже — сабельник, частуха подорожниковая. В озере обитают щука, окунь, ёрш, вьюн, карась, плотва, налим, линь, густера, лещ, редко попадается уклея. Встречаются ондатра, бобр, водяная крыса. По данным 1920 года в озере обитал битотреф — редкий вид ракообразных.
Озеро используется для рыболовства и охоты на перелётных птиц.

## История
В писцовой книге Владимирского уезда 1637—1648 гг. озеро называется Перцовое.
До конца XIX века вода через озеро текла в другую сторону — с юго-запада впадала река Ялма, а на северо-востоке протоки соединяли Святое с Дубовым.
Однако, после прорытия канала между Ялмой и озером Сокоревым у Великодворья нижняя часть Ялмы стала течь в обратную сторону и называться Прой.